# کامپتن (آلبوم)
کامپتن (انگلیسی: Compton) سومین آلبوم استودیویی از رپر و تهیه‌کننده موسیقی هیپ هاپ آمریکایی دکتر دره است. این آلبوم در ۷ اوت ۲۰۱۵ بر روی اپل میوزیک و آی‌تیونز استور و با با نسخه‌های فیزیکی منتشر شده در ۲۱ اوت ۲۰۱۵ منتشر شد. این دنباله دومین آلبوم استودیویی او، ۲۰۰۱ (۱۹۹۹) است، پس از لغو برنامه‌ریزی طولانی‌مدت بر روی دیتاکس که کنسل شد.
تهیه آلبوم با دیتاکس صورت گرفت. آلبوم با فروش ۲۹۵٬۰۰۰ نسخه در هفته اول انتشار خود، به رتبه ۲ در بیلبورد ۲۰۰ رسید. کامپتن پس از انتشار با پذیرش عمومی منتقدان موسیقی روبرو شد.